# 延岡市立東海東小学校
延岡市立東海東小学校（のべおかしりつ とうみひがししょうがっこう）は、宮崎県延岡市柚の木田町にある公立小学校。

## 沿革
周辺地域の児童数増加に伴い、1988年（昭和63年）に東海小学校から分離開校した。延岡市の小学校では最も歴史が浅い。

## 校訓
豊かな心・たくましい体・学ぶ意欲

## 通学区域
- 大門町
- 粟野名町
- 柚の木田町
- 牧町
- 大武町
- 稲葉崎町四丁目の一部
- 無鹿町一丁目、二丁目、三丁目
- 二ツ島町

卒業生は基本的に東海中学校に進学する。

## アクセス
- 宮崎交通 柚木バス停で下車（本数少なし注意）

## その他
インターネットはケーブルテレビ局、ケーブルメディアワイワイの回線を使用している。